# ذراع الحيود (حبيل جبر)

تعديل مصدري - تعديل

ذراع الحيود هي إحدى قرى عزلة حبيل جبر بمديرية حبيل جبر التابعة لمحافظة لحج، بلغ تعداد سكانها 83 نسمة حسب تعداد اليمن لعام 2004.